# Maesa rubiginosa
Maesa rubiginosa är en viveväxtart som beskrevs av Carl Ludwig von Blume och Scheff. Maesa rubiginosa ingår i släktet Maesa och familjen viveväxter. Inga underarter finns listade i Catalogue of Life.